# Ern Westmore

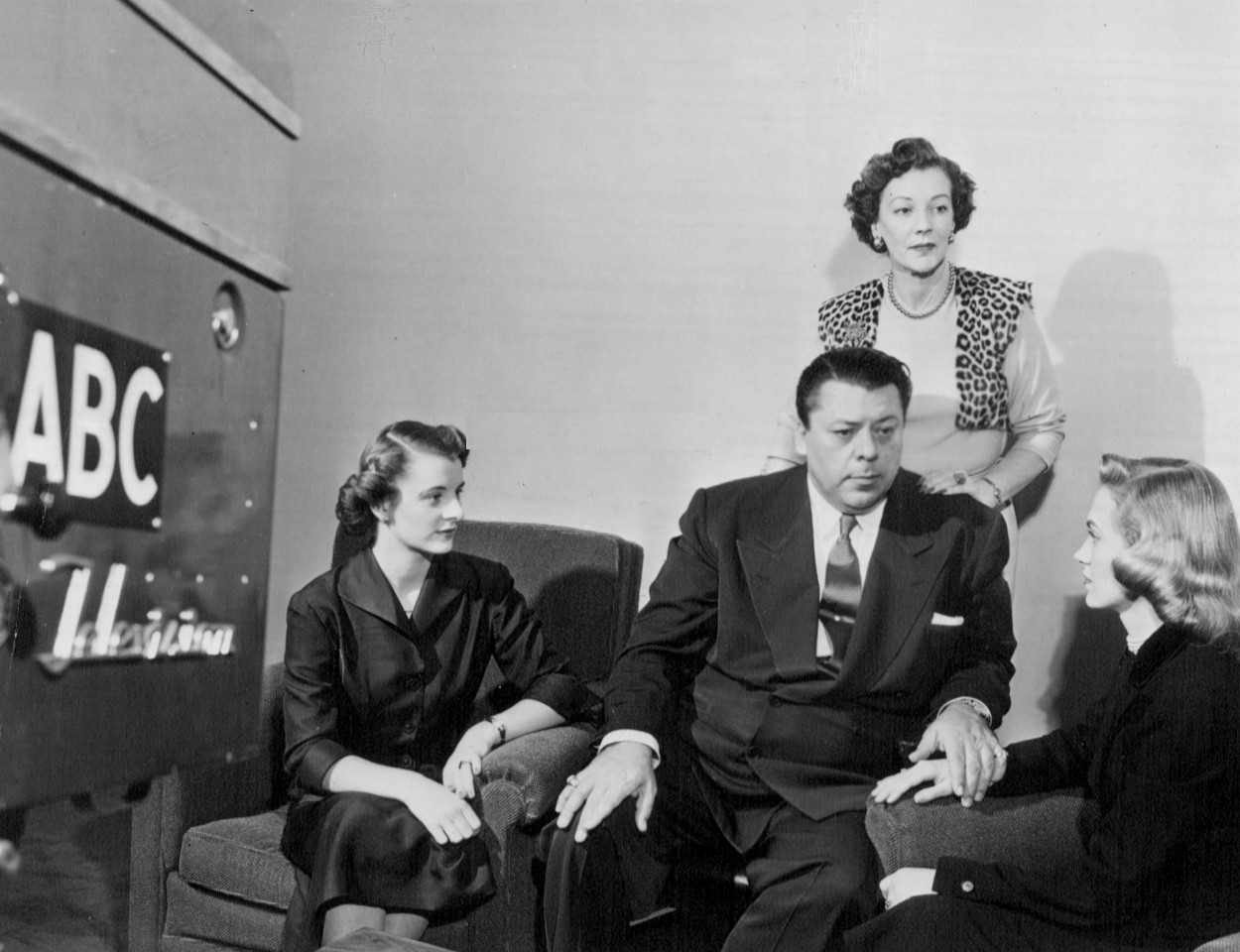
Westmore y su esposa, Betty, (de pie), y dos miembros de la audiencia en el plató de su programa televisivo, 1955.

Ern Westmore (29 de octubre de 1904 – 1 de febrero de 1967), nacido Ernest Henry Westmore, fue un maquillador de Hollywood y a veces actor, el tercer hijo de George Westmore de la famosa familia Westmore. Era gemelo de Perc Westmore y ambos nacieron el 29 de octubre de 1904 en Canterbury, Inglaterra, más tarde trasladándose la familia a Canadá y después a los Estados Unidos.

## Carrera
Considerado el más talentoso de los hermanos Westmore, Ern trabajó para los estudios Warner Bros., RKO Pictures, y Eagle-Lion Studios. Fue el director de maquillaje en más de 50 películas durante su carrera, y apareció como él mismo en varias películas de serie B para Kroger Babb, incluyendo One Too Many y Secrets of Beauty, también fue conocido por su obra Why Men leave Home, un manual de instrucciones para mujeres sobre cómo mantener fieles a sus maridos.
Ern también participó en la creación del salón de belleza House of Westmore con tres de sus hermanos. Fue catalogado como un lugar de belleza, principalmente para mujeres, y Ern se vio obligado a pedir un préstamo de 40.000 dólares a John Barrymore y Errol Flynn para asistir en la financiación, que nunca les devolvió.
En 1955, Babb creó para Westmore su propia serie televisiva. Originalmente llamada Hollywood Today, pero también llamada Hollywood Backstage y The Ern Westmore Show, The Ern Westmore Hollywood Glamour fue un programa que presentaba consejos de maquillaje y sugerencias de belleza.
Ern luchó con el alcoholismo toda su vida. A menudo implicado con Barrymore, John Decker, y W. C. Fields en juergas alcohólicas, Ern finalmente sería obligado a abandonar Warner Bros. debido a su problema con el alcohol. Ello le condujo a trabajar en One Too Many. Ern también tuvo problemas en su vida personal debido a sus vicios; se casó en cuatro ocasiones y tuvo dos hijos.
Ern murió en Nueva York en 1967 de un aparente ataque al corazón.
Su nieto Robert B. Crawley Jr., hijo de Muriel Westmore Crawley y su esposo Bob Crawley, Sr., fue director de arte en Universal Studios.